# Samsung Galaxy On5
O Samsung Galaxy On5 é um smartphone Android produzido pela Samsung Electronics. Foi anunciado em outubro de 2015 e lançado em novembro de 2015. Tem um sistema em chip (SoC) Exynos 3475 Quad de 32 bits e 1,5 GB de RAM.
O Galaxy On5 tem uma câmara traseira de 8 megapixéis com flash LED, abertura f/2.2, focagem automática e tem uma câmara frontal de 5 megapixéis, grande angular de 85 graus (85°), que pode estender-se até 120 graus (120°).

## Especificações

### Hardware
O telefone possui um chipset Exynos 3475 Quad que inclui Quad-core 1.3 Processador Cortex-A7 de GHz, GPU Mali-T720 e 1,5 GB de RAM, com 8 GB de armazenamento interno e bateria de 2600 mAh. O Samsung Galaxy On5 tem uma tela sensível ao toque capacitiva TFT de 5 polegadas, tela de 16 milhões de cores e câmera traseira de 8 MP e câmera frontal de 5 MP.

### Software
Este telefone foi lançado oficialmente com Android 6.0.1 Marshmallow em 24 de março de 2017.